# José Esteban Coronado
José Esteban Coronado är en ort i Mexiko.   Den ligger i kommunen Coronado och delstaten Chihuahua, i den centrala delen av landet, 1 000 km nordväst om huvudstaden Mexico City. José Esteban Coronado ligger 1 514 meter över havet och antalet invånare är 1 121.
Terrängen runt José Esteban Coronado är huvudsakligen platt, men österut är den kuperad. José Esteban Coronado ligger nere i en dal som går i nord-sydlig riktning.  Trakten runt José Esteban Coronado är nära nog obefolkad, med mindre än två invånare per kvadratkilometer. José Esteban Coronado är det största samhället i trakten. Omgivningarna runt José Esteban Coronado är i huvudsak ett öppet busklandskap.